# Boule
Mit Boule (Bouleⓘ, von französisch la boule „die Kugel“, „der Ball“) oder dem Boule-Spiel werden verschiedene Kugelspielarten bezeichnet. Die heute populärste ist Pétanque, aber auch Boccia ist in Deutschland sehr bekannt. In Frankreich wird neben dem weit verbreiteten Pétanque häufig Boule Lyonnaise (Sport-Boule) oder das daraus abgeleitete Jeu Provençal gespielt, in Großbritannien Bowls.
Boulesportarten sind in der Regel Präzisionssport. Einzelne Disziplinen wie das Tir progressif im Boule Lyonnaise erfordern jedoch in erheblichem Maße Ausdauer und Athletik. Neben den genannten fünf primären Boule-Sportarten gibt es noch weitere regionale Sportarten bzw. Kugelspiele, die ähnliche Regeln haben, wie zum Beispiel das Boule bretonne, Boule-en-Bois, Boule-de-Fort oder Boule-des-Berges.

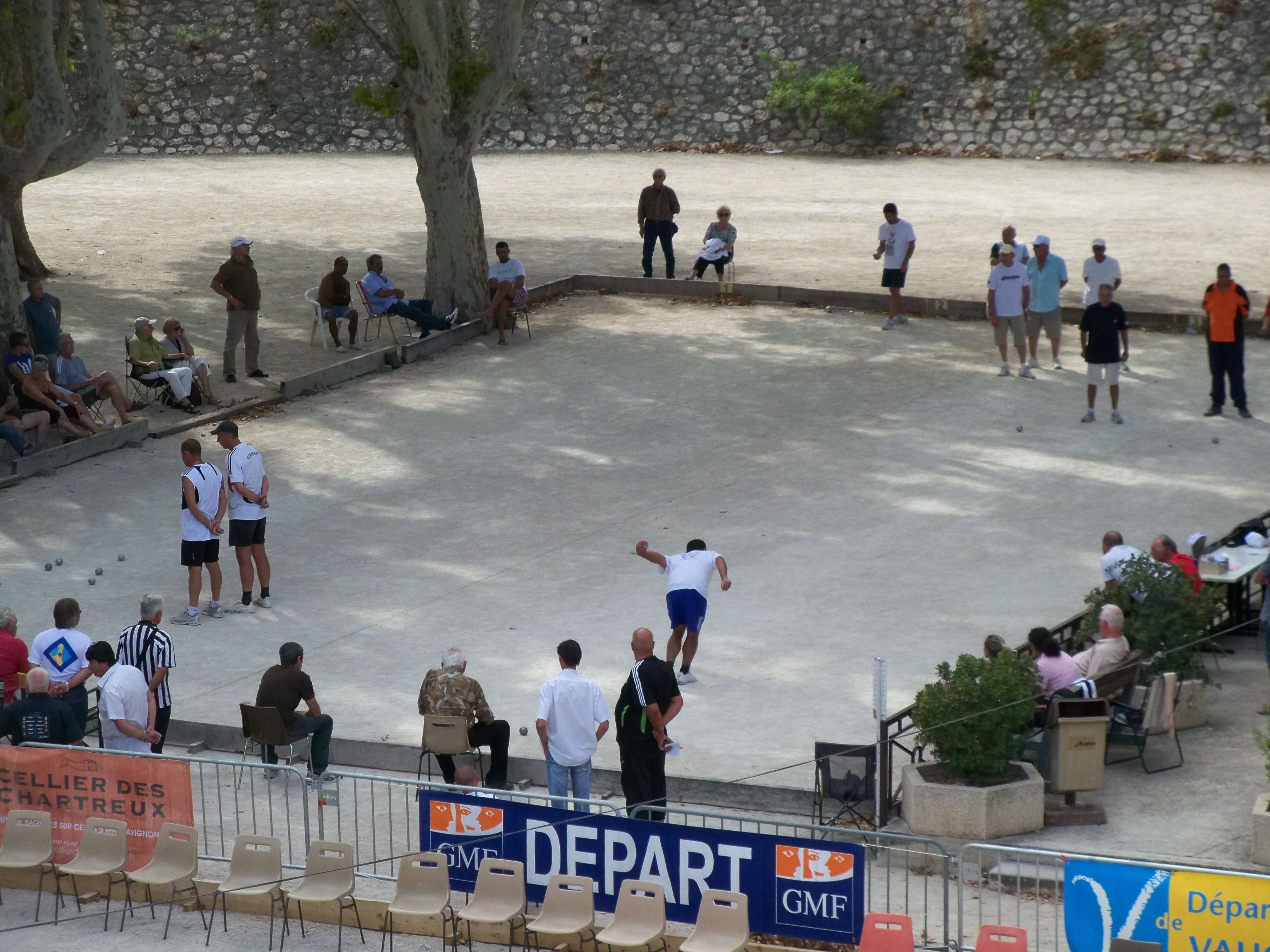
Pétanque-Spieler in Avignon

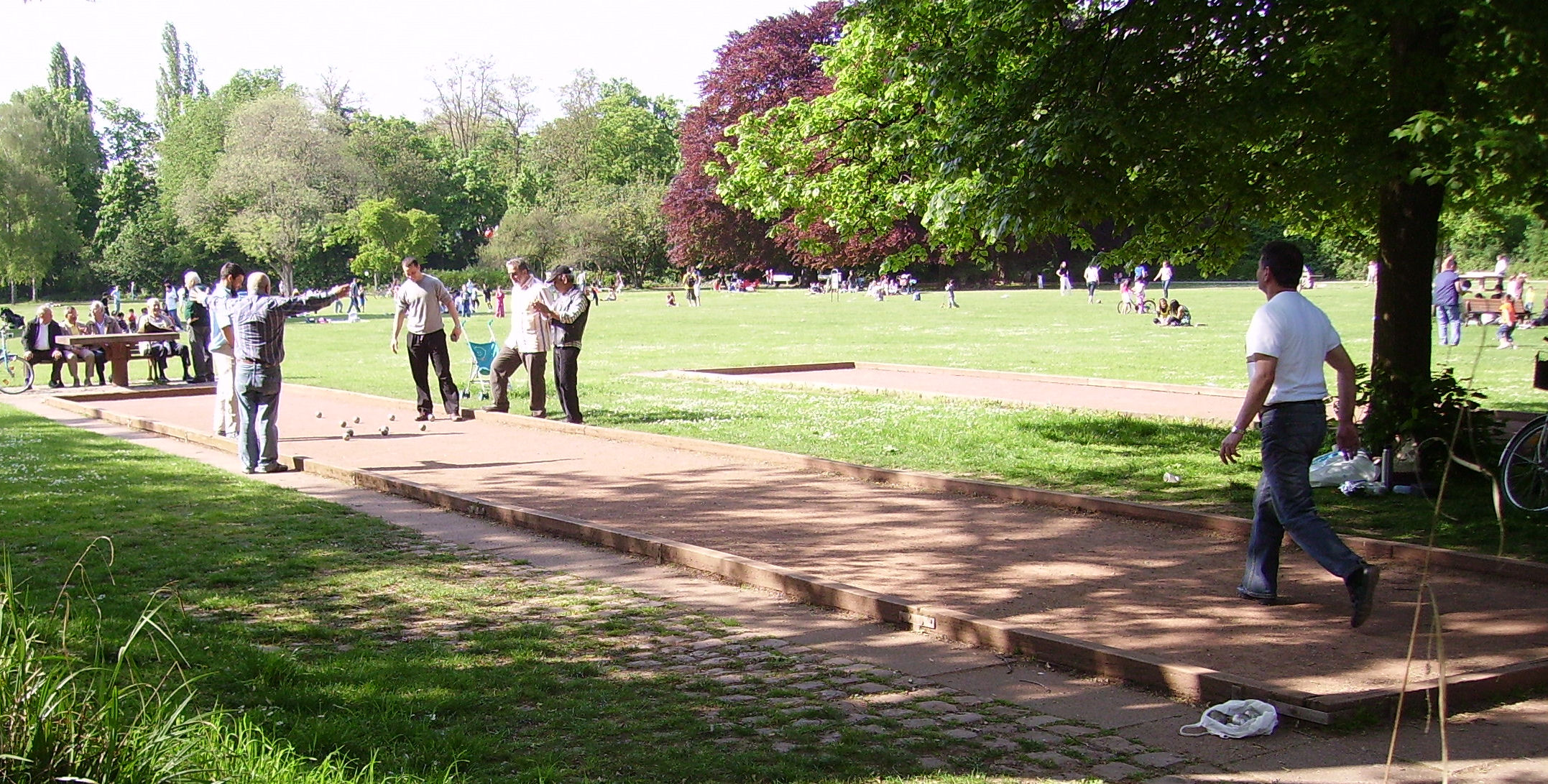
Bocciaspieler im Ebert-Park in Ludwigshafen am Rhein

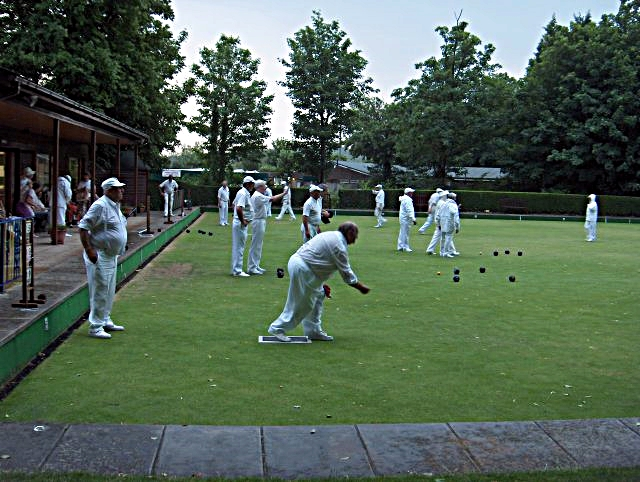
Das britische Bowls wird auf Rasen gespielt

## Geschichte
Bereits im 5. Jahrhundert v. Chr. ist eine Empfehlung griechischer Ärzte (u. a. von Hippokrates) für das Spiel mit Steinkugeln nachweisbar. Im 2. Jahrhundert nach Christus beschrieb Iulius Pollux ein Spiel, bei dem Kugeln auf einen Ziegelstein geworfen wurden; der Verlierer des Spiels musste den Sieger auf den Schultern ins Ziel tragen. Boccia und Boule Lyonnaise haben ihre gemeinsamen Wurzeln in diesem im Römischen Reich verbreiteten Spiel. Die Wurzeln von Bowls lassen sich bis ins London des 12./13. Jahrhunderts zurückverfolgen.
Ab dem Mittelalter sind Boulespiele in Frankreich vor allem durch dessen Verbote nachweisbar:
- 1319 untersagte Philipp V. das Boulespiel
- Im 14. Jahrhundert untersagte der Erzbischof von Tournay das Boulespiel (im französischen Département Hautes-Pyrénées)
- 1629 gab es ein Verbot durch das französische Parlament, um das Federballspiel zu fördern
- 1697 verbot die Pariser Diözesansynode Geistlichen „… in der Öffentlichkeit oder im Beisein von Weltlichen das Boulespiel“[1]
- Dagegen hat der Erlass der Lyoner Polizei, nicht auf den Verbindungsstraßen zwischen den Orten und nicht auf den Hauptstraßen der Stadt zu spielen, einen rein regelnden Charakter

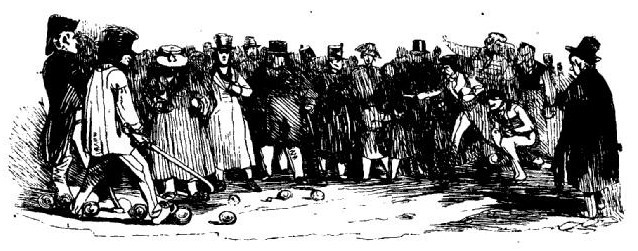
Boulespieler auf dem Champs-Elysées in Paris um 1840

- 1900 gehörten Boulespiele zu den Sportarten, die in der französischen Hauptstadt Paris anlässlich der Weltausstellung (Exposition Universelle et Internationale de Paris) veranstalteten Internationalen Wettbewerbe für Leibesübungen und Sport (Concours Internationaux d’Exercices Physiques et de Sports) ausgetragen wurden. Mehrere dieser Wettbewerbe waren Bestandteil der Olympischen Spiele 1900. Das Internationale Olympische Komitee (IOC) hatte den Boulesportarten jedoch die offizielle Anerkennung als olympische Sportart versagt.
- 1907 wurde in der französischen Hafenstadt La Ciotat das erste Pétanque-Spiel ausgetragen (siehe: →Pétanque: Geschichte). Wahrscheinlich handelt es sich bei dieser Geschichte um eine Legende. Einem Beitrag auf boulistenaute.com ist zu entnehmen, dass Michel Poggi, ehem. Vizepräsident der FFPJP die urkundliche Erwähnung des Kugelspiels aus dem Stand bereits für die Jahre 1894 und 1896 nachweisen konnte.

## Begriffsklärung

### Abgrenzung „Kugel“ – „Ball“
Die aus dem englischen Sprachraum stammenden Sportarten wie Bowling und Snooker verwenden für ihr kugelrundes Sportgerät das Wort Ball (deutsch: Ball, Kugel), obwohl der Gebrauch der Wörter auch in den Regeln zum Teil uneinheitlich ist.

### „Kugelsport“
Kugelsportarten im engeren Sinn sind die in der Confédération Mondiale des Sports de Boules (CMSB) organisierten Sportarten. Zitat: „Die C.M.S.B. wurde vom IOC (Comité International Olympique) am 15. Oktober 1986 in Lausanne als Vertreter aller Kugelsportarten anerkannt.“ (Näheres siehe unten unter: Organisationen)
Es gibt zumindest in Frankreich einige, regional in Verbänden organisierte, Kugelsportarten, deren Regeln den Grundspielregeln (siehe unten) der CMSB-Sportarten sehr ähnlich sind. Diese werden hier ebenfalls behandelt.
Sportarten wie Curling und Stocksport sind von Taktik und der Spielanlage den Kugelsportarten ähnlich.
Vor allem im Brauchtums- und Freizeitbereich gibt es ebenfalls Kugelsportarten. Sind sie in der Spielanlage den CMSB-Sportarten ähnlich, werden sie ebenfalls hier behandelt. Weitere Kugelsportarten haben eher Weitwurfdisziplin-Charakter (z. B. Boßeln).
Bowling gehört als Kegelsport, Snooker als Billardsport nicht zu den Kugelsportarten. Kugelstoßen gehört zur Leichtathletik.

### Boulesportarten als Freizeitbeschäftigung

#### Boccia
Boccia wurde in Deutschland besonders durch den ehemaligen Bundeskanzler Konrad Adenauer populär, der in Wochenschauen beim Boccia-Spiel im Italien-Urlaub gezeigt wurde. In der Folgezeit kam ein Freizeitspiel mit wassergefüllten Plastik-Kugeln auf den Markt, das mit dem eigentlichen Boccia-Spiel (Punto-Raffa-Volo) nicht viel gemeinsam hat.

#### Pétanque

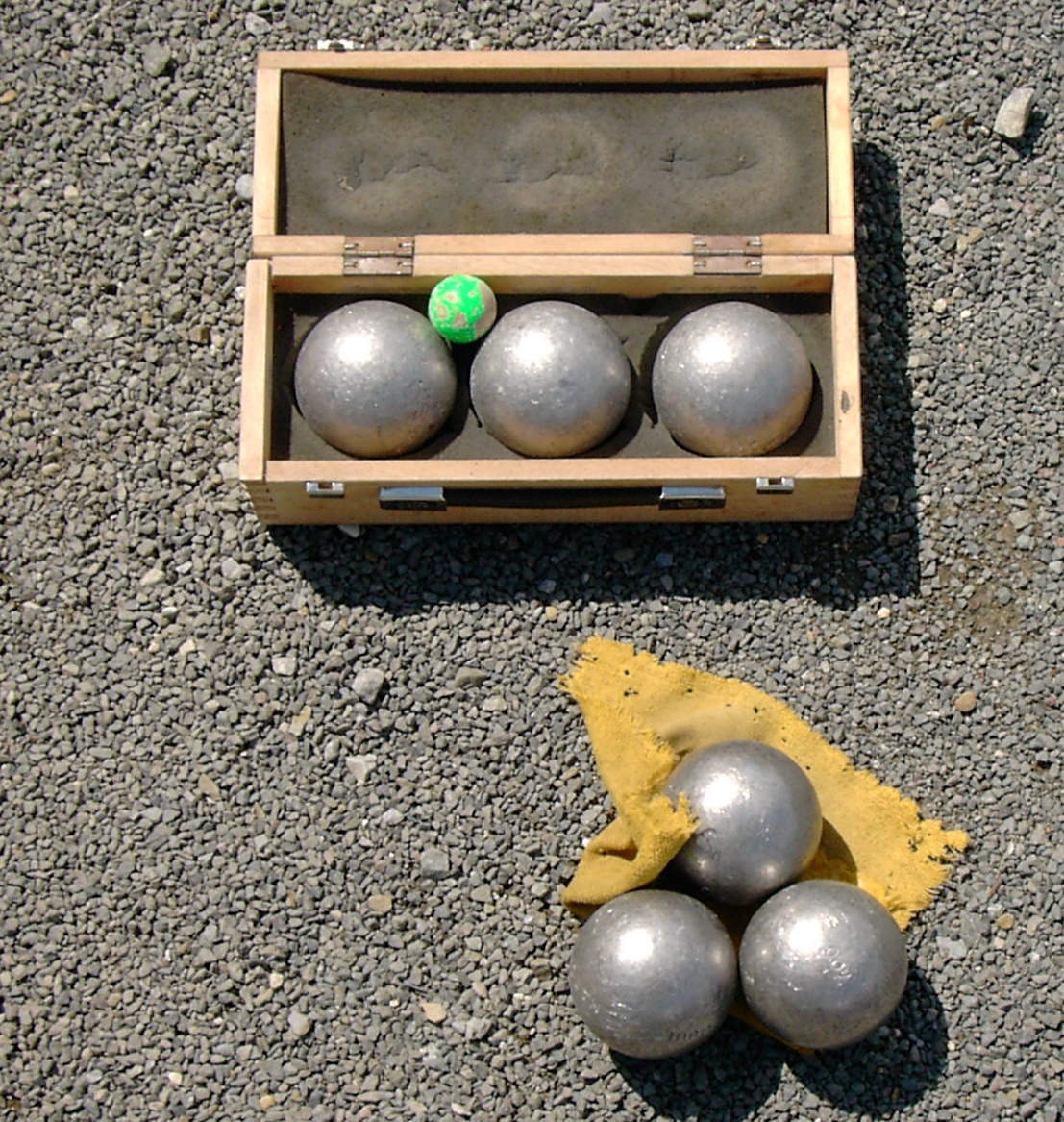
Pétanque-Kugeln

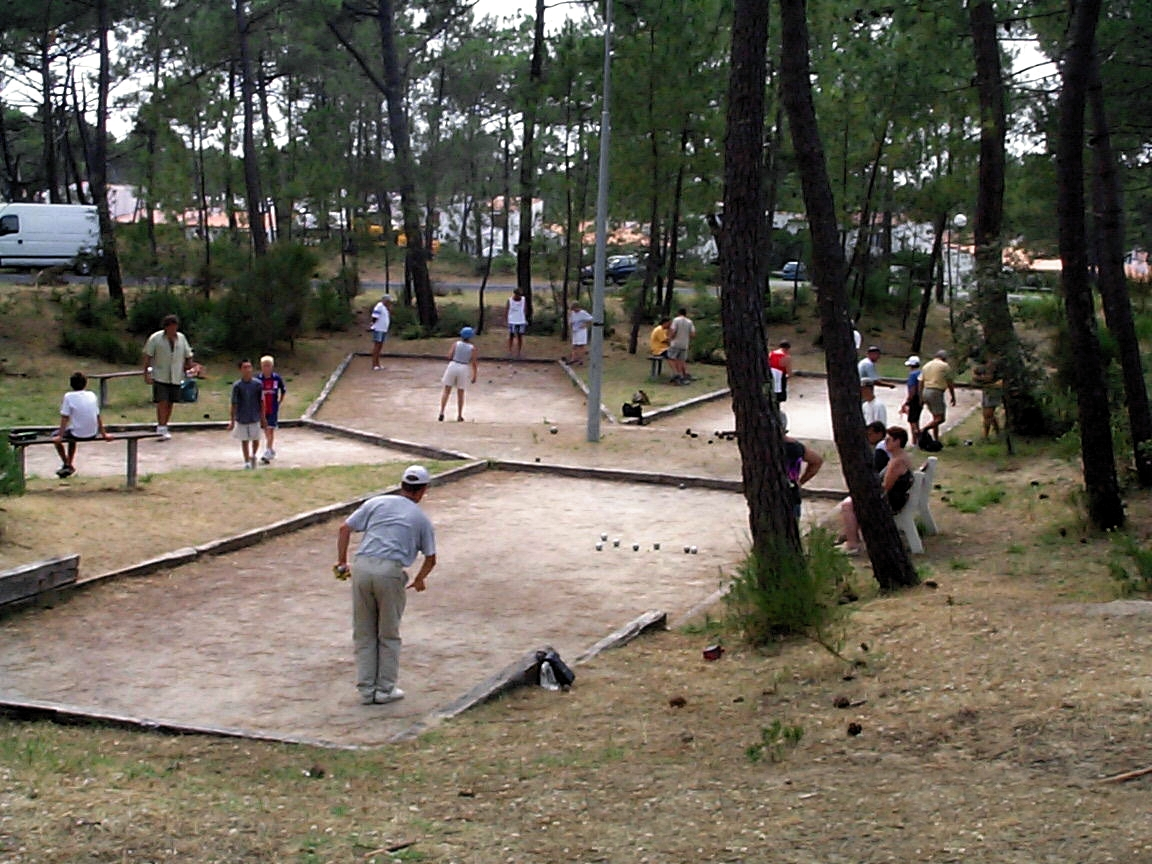
Öffentliches Boulodrome in La Palmyre, ein Ortsteil von Les Mathes in Frankreich

Viele Deutsche bezeichnen das in Frankreich als Volkssport auf öffentlichen Plätzen ausgetragene Freizeit-Kugel-Spiel als Boule, der korrekte Name lautet jedoch Pétanque. Weil in Frankreich weitere Kugelsport-Disziplinen wie z. B. Boule Lyonnaise oder Jeu provençal praktiziert werden, wäre der allgemeine Oberbegriff Boule missverständlich. Mit rund 600.000 Lizenz-Spielern in 94 nationalen Verbänden ist Pétanque die am weitesten verbreitete Kugelsportart (Stand: September 2014).
Das Pétanquespiel auf öffentlichen Plätzen unterscheidet sich in der Ausführung nicht vom Spiel auf Vereinsanlagen, lediglich die Qualität der Spieler macht den Unterschied von Hobby- und Leistungssport.
In Deutschland wurde Pétanque vor allem von Frankreich-Urlaubern „importiert“ und meist Boule genannt. Die Spielregeln des Pétanque gelten für Hobby- und ambitionierte Spieler gleichermaßen.
Pétanque wurde in Deutschland zunächst nahe der französischen Grenze und/oder in den französischen Besatzungszonen ausgeübt. So liegt z. B. in Berlin in der ehemaligen französischen Siedlung am Flughafen Tegel ein von Franzosen angelegtes Boulodrome, das nach Abzug der Franzosen vom Club Bouliste de Berlin e. V. aufgekauft wurde.

## Spielregeln

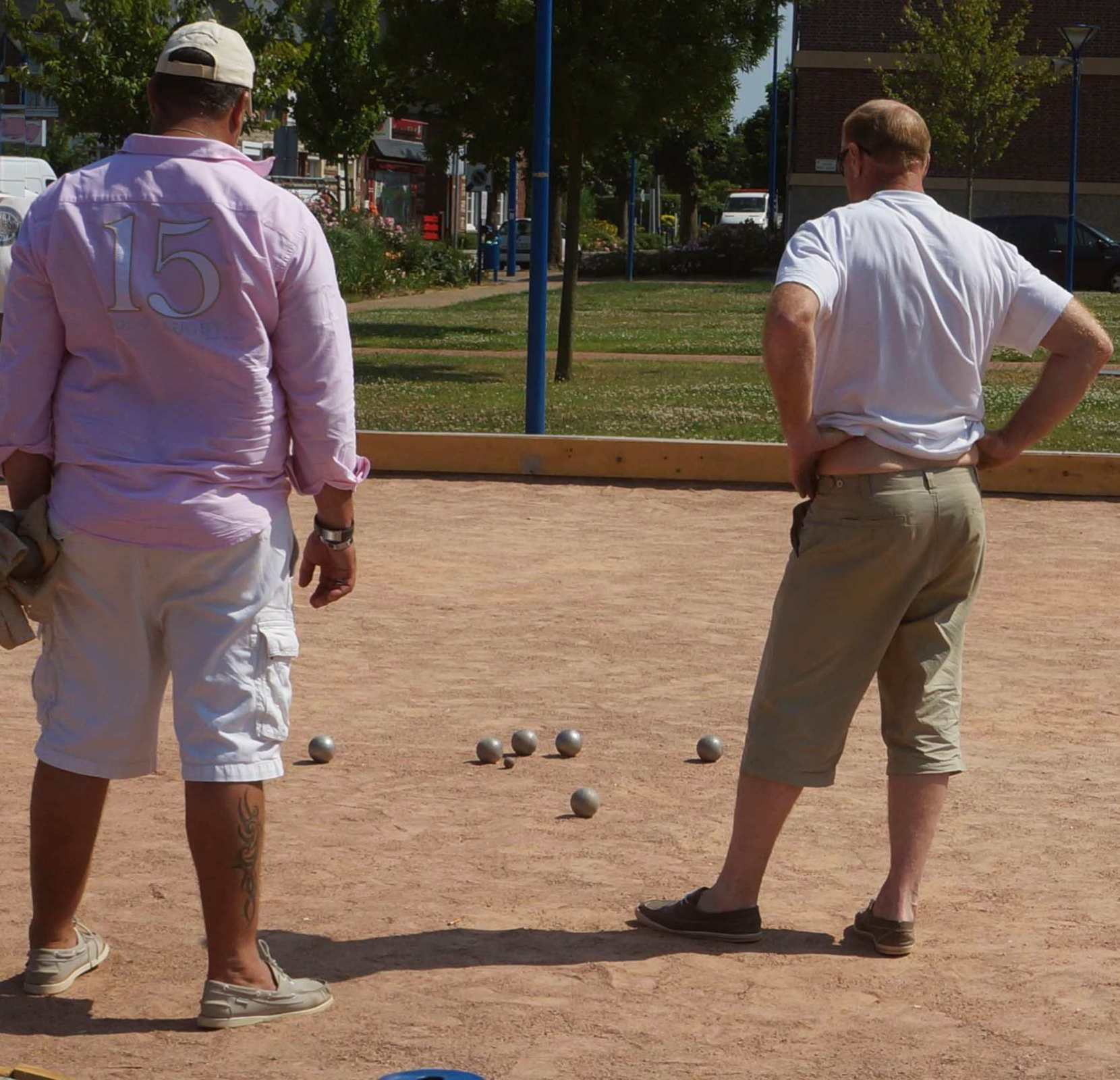
Boule-Spieler beobachten beim Ziel und Le Cochonnet das Nachlegen von Kugeln bei einem Wettbewerb in Montivilliers

Bei allen genannten Boulesportarten spielen entweder zwei Spieler gegeneinander, wovon jeder drei Kugeln erhält, oder zwei Mannschaften oder Formationen gegeneinander, die aus zwei bis drei Spielern bestehen, wobei in einer Mannschaft von zwei Spielern jeder drei Kugeln erhält, aber bei einer Mannschaftsstärke von drei Spielern bekommt jeder nur zwei Kugeln. Die möglichen Mannschaftsstärken sind in den einzelnen Sportarten verschieden.
Die Spielkugeln müssen hinsichtlich Gewicht und Durchmesser den jeweiligen Sportarten entsprechen und sind je nach Spiel aus Holz, Kunststoff, Stahl oder Bronze. Sie sind entweder vollständig rund oder wie beim Bowls und einigen alten regional verbreiteten Boulespielen seitlich abgeflacht. 500 bis 1500 Gramm wiegen die Kugeln in den unterschiedlichen Boulespielen.
Die Länge des Spielfelds variiert, 12 Meter sind zum Beispiel bei Pétanque erforderlich, Jeu provençal wird auf 25-Meter-Bahnen gespielt. Sinn und Zweck der Boulespiele ist es, mit den eigenen Kugeln möglichst besser an eine Zielkugel zu gelangen als der Gegner. In Frankreich wird die Zielkugel im Pétanque und Jeu provençal but, bouchon oder cochonnet (deutsch Schweinchen) genannt, beim Boccia / Raffa / Volo wird auf das Palio gespielt.
Im Pétanque, der einzigen Boulesportart, bei der man aus dem Stand wirft, wird ein Wurfkreis mit 50 Zentimetern Durchmesser gezogen oder gelegt, von dem aus Zielkugel und die Spielkugeln geworfen werden. In allen anderen Boulesportarten wird von einer definierten Abwurflinie oder einem Abwurfpunkt mit Anlauf oder Ausfallschritt geworfen.
Boulespiele sind Präzisionsspiele, bei dem entweder Spielkugeln so dicht möglich an die Zielkugel gelegt (gerollt) werden oder kraftvoll in den Zielbereich geschossen (geworfen) werden. In der Regel ist es erlaubt, sowohl die gegnerischen und/oder die eigenen Spielkugeln wegzuschießen oder wegzudrücken, als auch mit einem Treffer im Zielbereich die Zielkugel aus ihrer Lage zu drücken, was den temporären Spielstand völlig verändern kann.
Es wird für die Spielkugel, die der Zielkugel am nächsten liegt, ein Punkt gezählt. Hat eine Spielpartei eine zweite oder auch dritte Spielkugel näher an der Zielkugel als die andere Partei, so gibt dafür einen zweiten bzw. dritten Punkt. Punkten kann nur diese Partei, die andere Partei mit weiter entfernten Kugeln erhält in der Aufnahme keine Punkte.
Um ein Spiel / Set / Aufnahme zu gewinnen, sind in den Boulesportarten unterschiedlich viel Siegpunkte notwendig. Bei Pétanque und Jeu provençal sind es 13.
Boulespiele in ihren unterschiedlichen Ausformungen sind in Frankreich populärer Volkssport. Spieler verfügen häufig über Kenntnisse und Fähigkeiten in nicht nur einer Kugelsportart. Beim entspannten Spiel im Freizeitbereich können Regeln durchaus Disziplin übergreifend gestaltet werden. Der Begeisterung der Franzosen für alles „kugelige“ tut das keinen Abbruch.
Manchmal geht es auch einfach nur darum, so präzise wie möglich zu schießen. Dazu geben Pétanque, Boule Lyonnaise, Raffa, Volo innerhalb eines Spiels häufig Gelegenheit, bei Pétanque und Boule Lyonnaise gibt es zusätzlich gesonderte Schießwettbewerbe.

## Wettkampfkugeln

### Größen und Gewichte

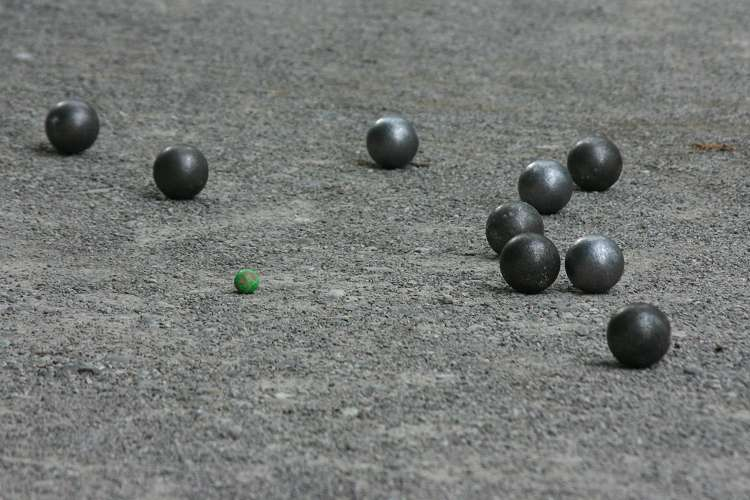
Spielszene mit Boulekugeln

In der folgenden Tabelle sind die Maße und Materialien der Wettkampfkugeln aufgeführt.
| Sport- und Kugelart                                                                 | Material                                 | Gewicht [Gramm]                      | Durchmesser [mm]                       | Besonderheiten                                                |
| ----------------------------------------------------------------------------------- | ---------------------------------------- | ------------------------------------ | -------------------------------------- | ------------------------------------------------------------- |
| Kugeln bei den Boule-Sportarten                                                     |                                          |                                      |                                        |                                                               |
| Boule Lyonnaise Spielkugel Zielkugel                                                | Metall Holz                              | 900–1400 ---                         | 90–110 25–35                           | ---                                                           |
| Boule bretonne Spielkugel Zielkugel                                                 | Holz, Synthetik Holz, Synthetik, Messing | 500–1000 ---                         | 90–120 30–40                           | ---                                                           |
| Boule-en-Bois Spielkugel Zielkugel                                                  | Holz                                     | 1500 ---                             | 100–130 55                             | Loch für Daumen ---                                           |
| Boule-de-Fort Spielkugel Zielkugel                                                  | Holz mit Stahlmantel Kunststoff          | 1300–1400 ---                        | 125 80                                 | asymmetrisch ---                                              |
| Boule-des-Berges Spielkugel Zielkugel                                               | Metall Stahl                             | 1000–1100 ---                        | 100 >50                                | ---                                                           |
| Jeu Provençal Spielkugel Zielkugel                                                  | Metall Holz                              | 650–800 ---                          | 70,5–80 25–35                          | ---                                                           |
| Pétanque [c] Spielkugel Zielkugel                                                   | Metall Holz, Kunststoff                  | 650–800 ---                          | 70,5–80 29–31                          | Wettkampfkugeln müssen durch den Weltverband zugelassen sein. |
| Boccia Spielkugel Zielkugel                                                         | Holz/Kunststoff PVC                      | 920–1000 ---                         | 107–113 39–41                          | ---                                                           |
| Bowls Spielkugel Zielkugel                                                          | Holz                                     | 1570 ---                             | 135 25–35                              | einseitig abgeflacht ---                                      |
| Zum Vergleich „Kugeln“ bei Nicht-Boule-Sportarten                                   |                                          |                                      |                                        |                                                               |
| Billard Kegelbillard [a] Karambolage [a] Poolbillard Russisches Billard Snooker [b] | Phenolharz früher: Elfenbein             | 194–220 205–220 179 200–284 142 ±0,3 | 60,3 ±0,5 61,5 ±0,1 57,2 78 52,5 ±0,05 | ---                                                           |
| Bowling [a]                                                                         | Kunststoffschale Coverstock Füllmaterial | 2724–7264                            | 218,3                                  | mit 3 Löchern für Finger                                      |
| Kegeln                                                                              | homogene Kunststoffmasse                 | 2818–2871                            | 160 ± 0,5                              | ---                                                           |

- [a] die Bezeichnung „Kugel“ wird nur umgangssprachlich verwendet, die Regeln der jeweiligen Sportart verwenden die Bezeichnung „Ball“
- [b] Bezeichnung unklar, umgangssprachlich „Ball“ oder „Kugel“ genannt, in den Materialnormen der Regeln der Deutschen Billard-Union ist von „Kugeln“ die Rede.
- [c] Pétanque-Wettkampfkugeln werden vom Weltverband (Fédération Internationale de Pétanque et Jeu Provençal – FIPJP) zugelassen und werden in einer Liste zugelassener Kugeln mit Hersteller- und Modellbezeichnung geführt.[5]

### Explosionsrisiken von minderwertigen Kugeln bei Pétanque und Jeu Provençal
Neben zugelassenen Wettkampfkugeln sind für die Spiele Pétanque und Jeu Provençal minderwertig gefertigte Freizeitkugeln auf dem Markt, die mit einem Granulat gefüllt sind. Im Jahr 2009 explodierte eine Kugel in der Schweiz. Die eidgenössische Prüfanstalt EMPA stellte fest, dass die Kugeln mit Mörtel gefüllt waren um beim Metall zu sparen. Die Füllung ließ das Metall korrodieren und erzeugt im Inneren einen hohen Überdruck, der zur Explosion führte.
Im September 2016 explodierte erneut eine Kugel bei einem Nachbarschaftsfest in Nettetal. In der Folge wurden die übrigen Kugeln durch die Einsatzkräfte kontrolliert gesprengt. Der Boule- und Pétanque-Verband in Nordrhein-Westfalen riet in der Folge dazu, beim Kauf von Kugeln auf Qualitätszeichen zu achten. Geprüfte Kugeln würden etwa die Firmenbezeichnung, eine Seriennummer und das Gewicht ausweisen.

## Wettbewerbsformen
Es gibt verschiedene Wettbewerbsformen:
- Turniere und Meisterschaften in Formationen
- Turniere, Liga-Wettbewerbe und Meisterschaften mit Mannschaften
- Wettbewerbe und Meisterschaften im Präzisionsschießen

### Mannschaften und Formationen
Eine Mannschaft besteht aus mehreren Formationen.
Boccia
Beim Boccia gibt es die Formationen
- Individuale (Einzel)
- Coppia (Doppel)
- Terna (Dreier)

Boule Lyonnaise
Beim Boule Lyonnaise gibt es folgende Formationen:
- Simple (Einzel)
- Double (Doppel)
- Triplette (Dreierteam)
- Quadrette (Viererteam)

Bowls
Im Bowls werden folgende Formationen gespielt:
- Singles game (Einzel)
- Pairs game (Doppel)
- Triples game (Dreier-Team)
- Fours game (Vierer-Team)

Ähnlich dem Tennis wird im Bowls vorwiegend Einzel (Singles game) gespielt. Außerdem gibt es ein Side games, Serien von Singles games, team games or side games sowie Turnierformen (tournament of games)
Jeu Provençal
Jeu Provençal wird vorwiegend als Triplette (3 Spieler) gespielt, außerdem gibt die Formationen Doublette (2 Spieler) und Tête à tête (1 Spieler)
Pétanque

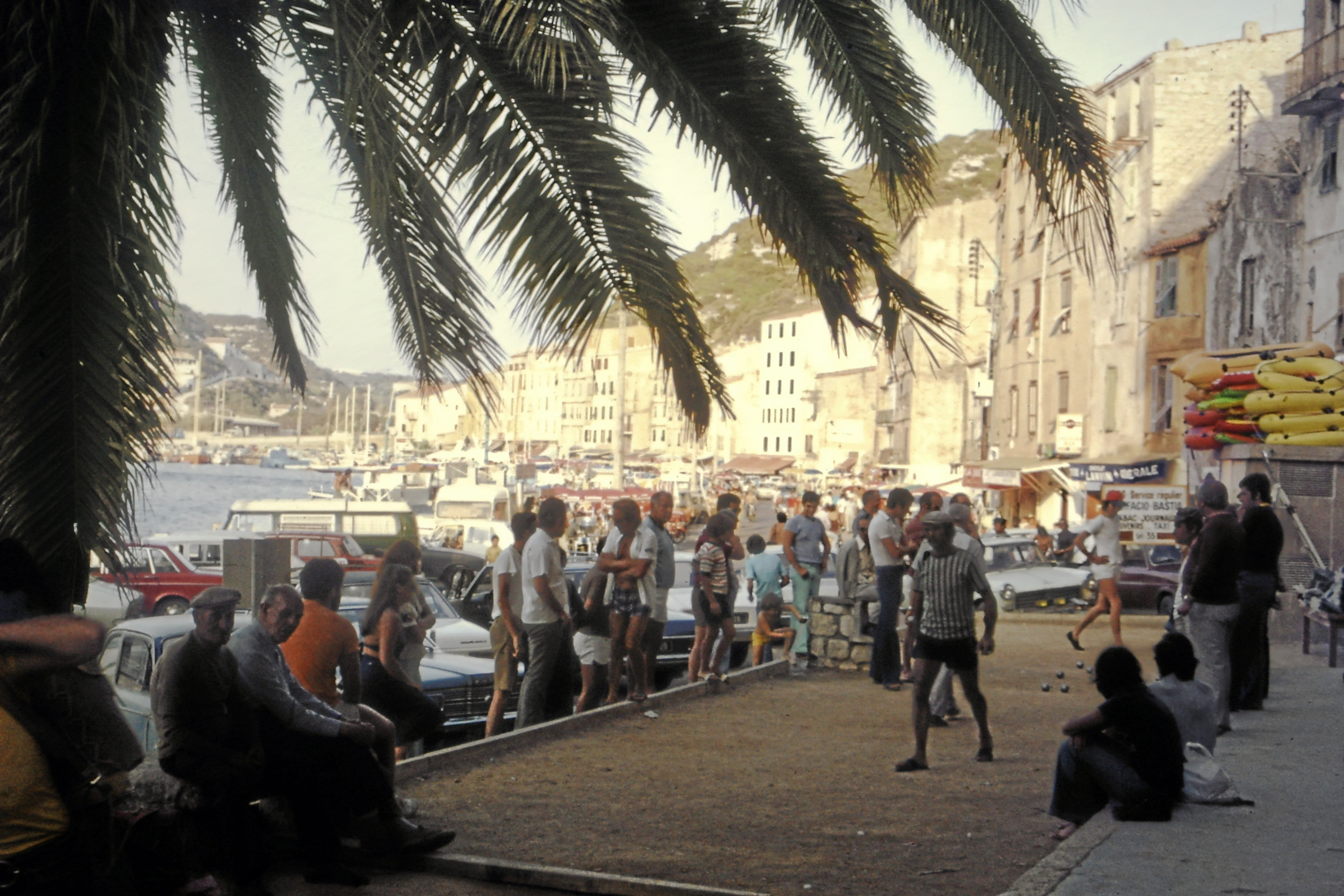
Boulespieler am Hafen von Bonifacio/Korsika beim Pétanque

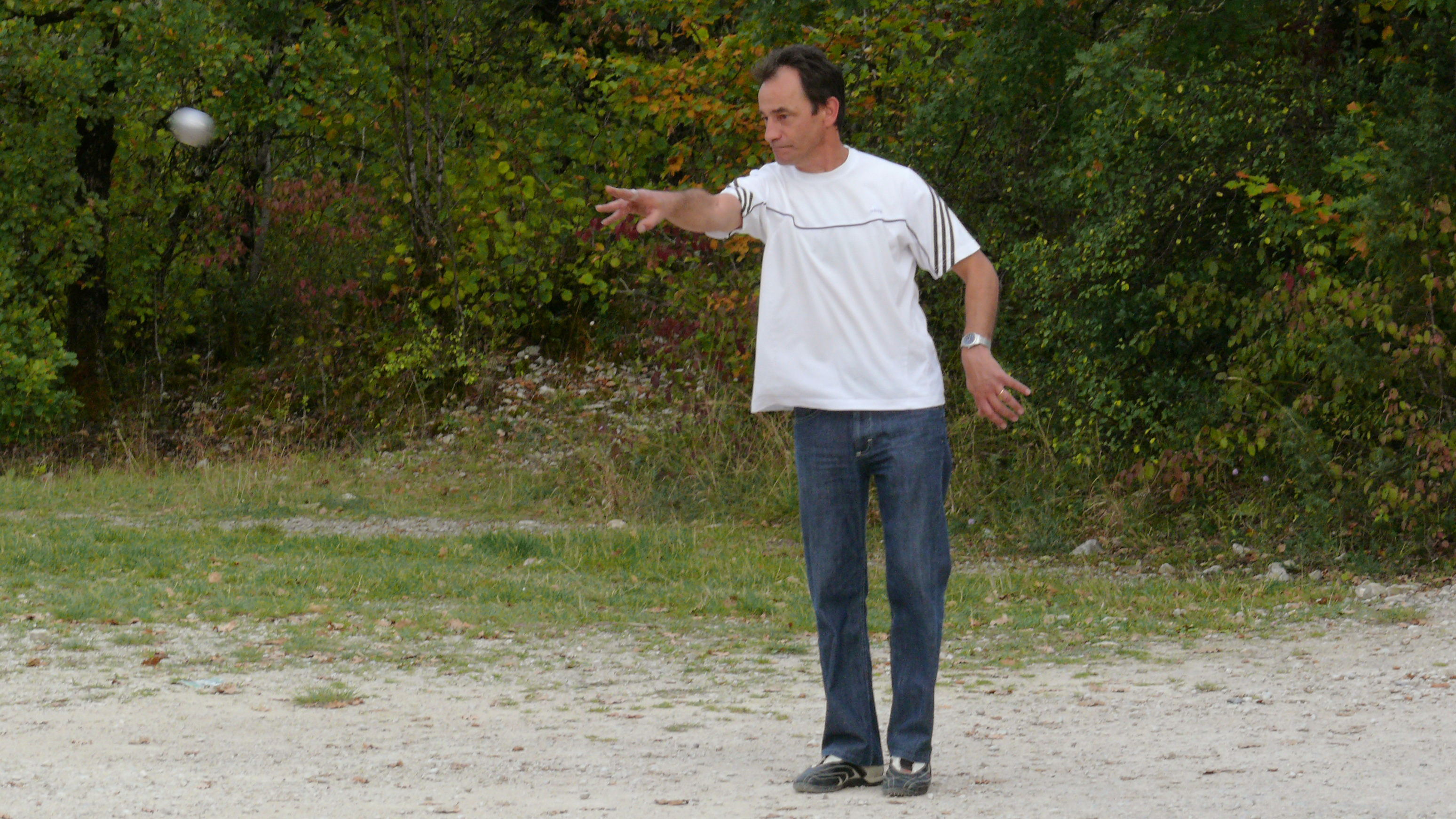
Pétanque-Spieler beim Wurf

Im Pétanque werden folgende Formationen gespielt:
- Tête à tête (dt.: „Kopf an Kopf“, Einzel)
- Doublette (Doppel)
- Triplette (Dreier)

Beim Doublette kann zwischen dem Pointeur (dem „Leger“) und dem Tireur (dem „Schießer“, frz. tir „Schuss“) unterschieden werden, im Triplette kommt noch ein Milieu (frz. für „Mitte“) dazu.
In Deutschland werden Landes- und Deutsche Meisterschaften ausgetragen. Im Gegensatz zum Bowls, wo meist Einzel gespielt wird, gibt es beim Pétanque weniger Turniere für die Einzelformation.
Daneben werden internationale und nationale Turniere sowie Meisterschaften für Mannschaften, die sich aus mehreren Formationen zusammensetzen, veranstaltet. Es gibt unterschiedliche Regeln über die zu einer Mannschaft gehörenden Formationen.
- Hauptartikel: Pétanque-Wettbewerbe

### Präzisionsschießen
Beim Pétanque und Boule Lyonnaise gibt es die Disziplin Präzisionsschießen.
Die Lyonnaise-Disziplinen Tir progressif und Tir de précision stehen auf dem Programm bei den Worldgames und den Mittelmeerspielen.
In Pétanque gibt es Weltmeisterschaften, Europameisterschaften und Deutsche Meisterschaften im Tir de précision.

## Regionale Boule-Sportarten

### Boule-en-Bois
Boule-en-Bois (auch Boule de bois oder La Vendéenne) ist ein Kugel-Spiel, das in Belgien in den Regionen Chimay, Momignies, Sivry-Rance und Couvin, sowie vier kleinen Städten in Sud-Hainaut und Sud-Namurois gespielt wird.

### Boule-de-Fort

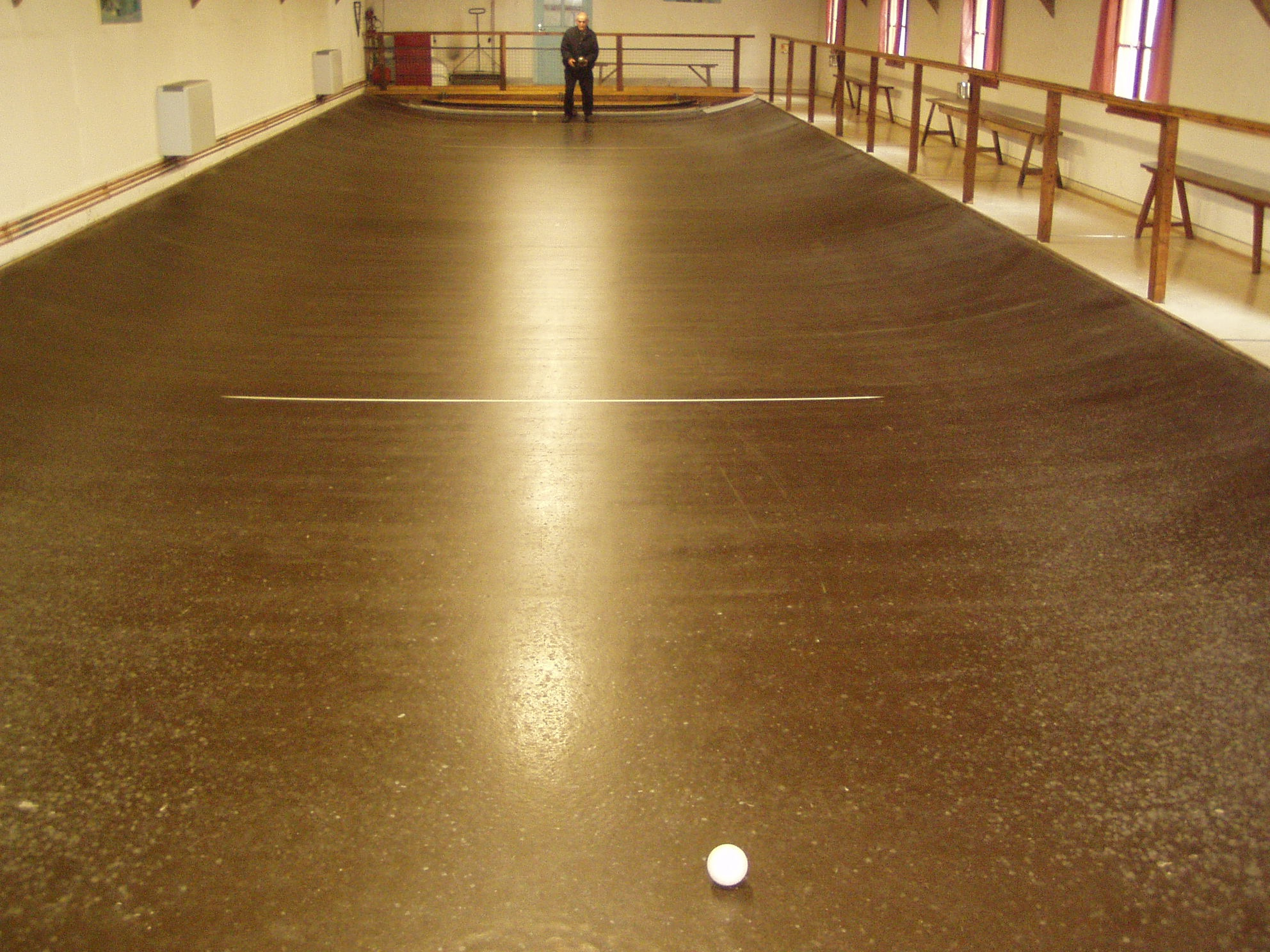
Eine Bahn für Boule-de-fort Pontigné.

Boule de fort ist ein traditionelles Kugel-Spiel im Anjou und in der Touraine. Es gibt folgende Besonderheiten: Asymmetrische Kugeln und eine Art Rinne als Bahn, die 20 Meter lang und 7 Meter breit ist. Siehe auch Boulodrome.

### Boule des Berges
Die Regeln von Boule des Berges (auch: Boule parisienne) wurden etwa 1865 entwickelt. Boule des Berges war 1900 inoffiziell olympische Sportart.

### Boule bretonne
Boule bretonne ist ein populärer Sport in der Bretagne, verwandt mit Boule Lyonnaise und Pétanque.

## Ähnliche Sportarten
Ähnliches Spielziel wie beim Boule gibt es bei folgenden Sportarten, wenngleich mit anderem Sportgerät:
- Bootschen
- Cornhole
- Crossboule
- Curling
- Jeu de palets
- Kugelschlagen
- Shuffleboard
- Stockschießen (Eisstocksport bzw. Stocksport)
- Tejo

## Besonderes
Im Jahre 2018 bewarb sich der damals existierende Kugelsport-Dachverband CMSB mit seinen 3 Mitgliedsverbänden für Boule Lyonnaise, Boccia/Raffa/Volo und Pétanque offiziell um die Teilnahme an den Olympischen Spiele 2024 in Paris. Die Bewerbung wurde im Februar 2019 abgelehnt. Stattdessen zählte in Paris 2024 neben dem Klettern, dem Skateboard und dem Surfen, die zum ersten Mal im Jahr 2021 in Tokio als olympische Disziplinen galten, das Breakdance zu den zusätzlichen Sportarten.

## Organisationen
Der Internationale Dachverband für die Boule-Sportarten Pétanque, Jeu Provençal, Sport-Boule (Boule Lyonnaise), Raffa und Volo (Boccia) ist die World Petanque Bowls Federation (WPBF). Über die genaue Schreibweise ist sich der Verband jedoch selbst nicht im Klaren, in den Statuten des Verbandes lautet der Name World Boules and Pétanque Federation (WBPF). Das vor allem im englischen Sprachraum im Bereich des ehemaligen Commonwealth praktizierte Bowls hat einen eigenen selbständigen Dachverband World Bowls.
In Deutschland gibt es den Deutschen Pétanque Verband (DPV), der über 20.000 Mitglieder zählt, und den Boccia Bund Deutschland (BBD) mit einer sehr geringen Mitgliederzahl, die beide im gemeinsamen Dachverband Deutscher Boccia-, Boule- und Pétanque-Verband e. V. (DBBPV) zusammengeschlossen sind. Alle anderen Boulesportarten spielen in Deutschland überhaupt keine oder nur eine absolut untergeordnete Rolle.
In Österreich wird Pétanque im Rahmen des Österreichischen Pétanque-Verbands organisiert gespielt.
In der Schweiz sind Pétanque (Fédération Suisse de Pétanque), Boule Lyonnaise (Fédération Suisse de Boules) und Boccia organisiert.